# Simen Hegstad Krüger
Simen Hegstad Krüger (* 13. März 1993 in Oslo) ist ein norwegischer Skilangläufer.

## Werdegang
Krüger, der für den Lyn Ski startet, nahm von 2010 bis 2013 an Junioren und FIS-Rennen teil. Bei den Nordischen Junioren-Skiweltmeisterschaften 2013 in Liberec erreichte er im Skiathlon und über 10 km Freistil den vierten Rang. Mit der Staffel gewann er Silber. Sein erstes Weltcuprennen lief im März 2013 in Oslo, welches er auf dem 43. Platz im 50-km-Massenstartrennen beendete. In der Saison 2013/14 trat er beim Scandinaviancup an, bei dem er meist Platzierungen im Mittelfeld belegte. Zu Beginn der Saison 2014/15 erreichte er bei der Nordic Opening den 21. Platz in der Gesamtwertung und holte damit auch seine ersten Weltcuppunkte. Bei den U23-Weltmeisterschaften 2015 in Almaty holte er Silber über 15 km Freistil. In der Saison 2015/16 kam er bei fünf Einzelteilnahmen im Weltcup, viermal in die Punkteränge. Der 11. Platz im 50-km-Massenstartrennen in Oslo war dabei seine beste Saisonplatzierung im Weltcup. Im Februar 2016 gewann er bei den U23-Skiweltmeisterschaften in Râșnov die Goldmedaille über 15 km Freistil. Bei den norwegischen Meisterschaften 2016 gewann er Gold mit der Staffel und Bronze über 10 km Freistil. Nach Platz 11 bei der Weltcup Minitour in Lillehammer, errang er bei der Tour de Ski 2016/17 mit fünf Top-Zehn-Platzierungen, darunter Platz drei in Toblach über 10 km Freistil, den achten Platz in der Gesamtwertung. Im Januar 2017 holte er in Ulricehamn mit der Staffel seinen ersten Weltcupsieg. Anfang Februar 2017 wurde er in Lygna norwegischer Meister mit der Staffel. Zum Saisonende belegte er beim Weltcup-Finale in Québec den 38. Platz und erreichte den 17. Platz im Gesamtweltcup und den 15. Rang im Distanzweltcup.
Zu Beginn der Saison 2017/18 errang Krüger den 16. Platz beim Ruka Triple und holte in Toblach über 15 km Freistil seinen ersten Weltcupeinzelsieg. Im Januar 2018 wurde er norwegischer Meister über 15 km Freistil. Im folgenden Monat holte Krüger, trotz eines Sturzes im Verlauf des Rennens, die olympische Goldmedaille im Skiathlon. Dem folgte die Silbermedaille im 15-km-Freistilrennen und die Goldmedaille mit der Staffel. Zum Saisonende kam er beim Weltcupfinale in Falun auf den 24. Platz und erreichte abschließend den 14. Platz im Gesamtweltcup und den achten Rang im Distanzweltcup. Nach Platz acht beim Lillehammer Triple zu Beginn der Saison 2018/19, errang er in Beitostølen den dritten Platz mit der Staffel. Bei der Tour de Ski 2018/19 wurde er mit zwei zweiten Plätzen, Dritter in der Gesamtwertung. Im Januar 2019 kam er in Ulricehamn auf den dritten Platz mit der Staffel und auf den zweiten Platz über 15 km Freistil. Anfang Februar 2019 wurde er in Meråker norwegischer Meister mit der Staffel. Beim Saisonhöhepunkt, den Nordischen Skiweltmeisterschaften 2019 in Seefeld in Tirol, lief er auf den fünften Platz im 50-km-Massenstartrennen. Zum Saisonende belegte er beim Weltcupfinale in Québec den siebten Platz und beendete die Saison jeweils auf den vierten Platz im Gesamtweltcup und Distanzweltcup. Zu Beginn der Saison 2019/20 siegte er in Davos über 15 km Freistil und errang bei der Tour de Ski 2019/20 den fünften Platz. Dabei gewann er die Schlussetappe über 10 km. Es folgte Platz drei in der Verfolgung in Nové Město und Rang zwei im Skiathlon in Oberstdorf. Die Skitour 2020 beendete er mit Platz zwei in Östersund über 15 km Freistil, auf dem zweiten Platz. Zum Saisonende wurde er Zweiter beim 50 km Rennen am Holmenkollen und erreichte jeweils den vierten Platz im Gesamtweltcup und Distanzweltcup.
Nach Platz 18 beim Ruka Triple zu Beginn der folgenden Saison und Platz zwei in Falun über 15 km Freistil, gewann Krüger bei den Nordischen Skiweltmeisterschaften in Oberstdorf die Bronzemedaille im 50-km-Massenstartrennen und jeweils die Silbermedaille über 15 km Freistil und im Skiathlon. Zum Saisonende siegte er im Engadin in der Verfolgung und errang damit den 16. Platz im Gesamtweltcup und den dritten Platz im Distanzweltcup. In der Saison 2021/22 siegte er in Lillehammer mit der Staffel sowie dort und in Davos jeweils über 15 km Freistil und erreichte damit den 20. Platz im Gesamtweltcup und den achten Rang im Distanzweltcup. Kurz vor Abflug zu den olympischen Spielen in Peking wurde Krueger positiv auf COVID-19 getestet. Zwischenzeitlich was unklar ob er anreisen konnte. Der zweifache Olympiasieger von 2018 konnte dann aber zumindest im letzten Rennen, dem 50-km-Massenstart, an den Start gehen und gewann die Bronzemedaille. Zum Saisonende wurde er über 10 km Freistil und mit der Staffel norwegischer Meister.

## Erfolge

### Siege bei Weltcuprennen

#### Weltcupsiege im Einzel
| Nr. | Datum             | Ort         | Wettbewerb                     |
| --- | ----------------- | ----------- | ------------------------------ |
| 1.  | 16. Dezember 2017 | Toblach     | 15 km Freistil Individualstart |
| 2.  | 15. Dezember 2019 | Davos       | 15 km Freistil Individualstart |
| 3.  | 14. März 2021     | Engadin     | 50 km Verfolgung Freistil 1    |
| 4.  | 4. Dezember 2021  | Lillehammer | 15 km Freistil Individualstart |
| 5.  | 12. Dezember 2021 | Davos       | 15 km Freistil Individualstart |
| 6.  | 18. Dezember 2022 | Davos       | 20 km Freistil Individualstart |
| 7.  | 11. März 2023     | Oslo        | 50 km Freistil Massenstart     |
| 8.  | 9. Februar 2024   | Canmore     | 15 km Freistil Massenstart     |

#### Etappensiege bei Weltcuprennen
| Nr. | Datum          | Ort           | Disziplin                  | Rennen              |
| --- | -------------- | ------------- | -------------------------- | ------------------- |
| 1.  | 5. Januar 2020 | Val di Fiemme | 10 km Freistil Massenstart | Tour de Ski 2019/20 |
| 2.  | 8. Januar 2023 | Val di Fiemme | 10 km Freistil Massenstart | Tour de Ski 2022/23 |
| 3.  | 5. Januar 2025 | Val di Fiemme | 10 km Freistil Massenstart | Tour de Ski 2024/25 |

#### Weltcupsiege im Team
| Nr. | Datum             | Ort         | Disziplin                |
| --- | ----------------- | ----------- | ------------------------ |
| 1.  | 22. Januar 2017   | Ulricehamn  | 4 × 7,5 km Staffel 2     |
| 2.  | 24. Januar 2021   | Lahti       | 4 × 7,5 km Staffel 3     |
| 3.  | 5. Dezember 2021  | Lillehammer | 4 × 7,5 km Staffel 4     |
| 4.  | 11. Dezember 2022 | Beitostølen | 4 × 5 km Mixed-Staffel 5 |
| 5.  | 3. Dezember 2023  | Gällivare   | 4 × 7,5 km Staffel 6     |

### Siege bei Rollerski-Weltcuprennen
| Nr. | Datum         | Ort      | Disziplin      |
| --- | ------------- | -------- | -------------- |
| 1.  | 24. Juni 2022 | Telemark | 15 km Freistil |

## Teilnahmen an Weltmeisterschaften und Olympischen Winterspielen

### Olympische Spiele
- 2018 Pyeongchang: 1. Platz Staffel, 1. Platz 30 km Skiathlon, 2. Platz 15 km Freistil
- 2022 Peking: 3. Platz 50 km Freistil Massenstart

### Nordische Skiweltmeisterschaften
- 2019 Seefeld in Tirol: 5. Platz 50 km Freistil Massenstart
- 2021 Oberstdorf: 2. Platz 15 km Freistil, 2. Platz 30 km Skiathlon, 3. Platz 50 km klassisch Massenstart
- 2023 Planica: 1. Platz Staffel, 1. Platz 30 km Skiathlon, 1. Platz 15 km Freistil
- 2025 Trondheim: 3. Platz 50 km Freistil Massenstart, 12. Platz 20 km Skiathlon, 46. Platz 10 km klassisch

## Statistik

### Weltcup-Platzierungen
Die Tabelle zeigt die erreichten Platzierungen im Einzelnen.
- 1.–3. Platz: Anzahl der Podiumsplatzierungen
- Top 10: Anzahl der Platzierungen unter den ersten zehn
- Punkteränge: Anzahl der Platzierungen innerhalb der Punkteränge
- Starts: Anzahl gelaufener Rennen in der jeweiligen Disziplin
- Hinweis: Bei den Distanzrennen erfolgt die Einordnung gemäß FIS.

| Platzierung               | Distanzrennen a | Distanzrennen a | Distanzrennen a | Distanzrennen a | Distanzrennen a | Skiathlon Verfolgung | Sprint | Etappen- rennen b | Gesamt | Team   | Team    |
| Platzierung               | ≤ 5 km          | ≤ 10 km         | ≤ 15 km         | ≤ 30 km         | > 30 km         | Skiathlon Verfolgung | Sprint | Etappen- rennen b | Gesamt | Sprint | Staffel |
| ------------------------- | --------------- | --------------- | --------------- | --------------- | --------------- | -------------------- | ------ | ----------------- | ------ | ------ | ------- |
| 1. Platz                  |                 | 3               | 5               | 1               | 1               | 1                    |        |                   | 11     |        | 5       |
| 2. Platz                  |                 | 4               | 4               | 2               | 1               | 2                    |        | 2                 | 15     |        | 1       |
| 3. Platz                  |                 | 1               |                 | 2               | 1               | 1                    |        | 1                 | 6      |        | 5       |
| Top 10                    |                 | 19              | 20              | 14              | 6               | 21                   | 1      | 7                 | 88     |        | 15      |
| Punkteränge               |                 | 24              | 37              | 16              | 9               | 28                   | 11     | 13                | 138    | 1      | 15      |
| Starts                    |                 | 26              | 40              | 16              | 12              | 31                   | 22     | 14                | 161    | 1      | 15      |
| Stand: Saisonende 2024/25 |                 |                 |                 |                 |                 |                      |        |                   |        |        |         |

### Weltcup-Wertungen
| Saison  | Gesamt | Gesamt | Distanz | Distanz | Sprint | Sprint |
| Saison  | Punkte | Platz  | Punkte  | Platz   | Punkte | Platz  |
| ------- | ------ | ------ | ------- | ------- | ------ | ------ |
| 2014/15 | 37     | 100.   | 17      | 70.     | -      | -      |
| 2015/16 | 81     | 69.    | 81      | 39.     | -      | -      |
| 2016/17 | 482    | 17.    | 299     | 15.     | 7      | 81.    |
| 2017/18 | 457    | 14.    | 413     | 8.      | -      | -      |
| 2018/19 | 907    | 4.     | 495     | 4.      | 36     | 47.    |
| 2019/20 | 1260   | 4.     | 776     | 4.      | 64     | 29.    |
| 2020/21 | 383    | 16.    | 357     | 3.      | -      | -      |
| 2021/22 | 304    | 20.    | 304     | 8.      | -      | -      |
| 2022/23 | 1281   | 4.     | 971     | 4.      | 25     | 88.    |
| 2023/24 | 875    | 22.    | 862     | 10.     | 13     | 109.   |
| 2024/25 | 1431   | 6.     | 1317    | 1.      | -      | -      |